# Sainte-Sophie
För andra betydelser, se Sainte-Sophie (olika betydelser).
Sainte-Sophie är en kommun i provinsen Québec i Kanada. Den ligger i regionen Laurentides, i den sydöstra delen av landet, 150 km öster om huvudstaden Ottawa. Antalet invånare var 18 080 vid folkräkningen 2021. Av dessa bodde 4 687 i tätorten (centre de population) Lac-Alouette, som är ett bostadsområde i kommunens västra del.